# Reading- og Leeds-festivalerne
Reading og Leeds festivalerne, officielt kaldet Carling Weekend, er to årlige musikfestivaler, som finder sted i Reading og Leeds i England. Festivalerne udspiller sig i en weekend i august (fredag til søndag).

## Hovednavne
- 2023: Sam Fender, Foals, The Killers, The 1975 (erstattede Lewis Capaldi), Billie Eilish, Imagine Dragons[1]
- 2022: Dave, Megan Thee Stallion, Arctic Monkeys, Bring Me the Horizon, The 1975 (erstattede Rage Against the Machine), Halsey[2]
- 2021: Liam Gallagher, Biffy Clyro (erstattede Queens of the Stone Age), Stormzy, Catfish and the Bottlemen, Post Malone, Disclosure[3]
- 2020 (cancelled): Liam Gallagher, Rage Against the Machine, Stormzy[4]
- 2019: The 1975, Foo Fighters, Post Malone/Twenty One Pilots (Co-headline)[5]
- 2018: Fall Out Boy, Kendrick Lamar/Panic! At The Disco (Co-headline), Kings of Leon[6]
- 2017: Eminem, Muse, Kasabian[7]
- 2016: Foals/Disclosure (Co-headline), Red Hot Chili Peppers, Biffy Clyro/Fall Out Boy (Co-headline)[8]
- 2015: Mumford & Sons, Metallica, The Libertines[9]
- 2014: Queens of the Stone Age/Paramore (Co-headline), Arctic Monkeys, Blink-182[10]
- 2013: Green Day, Eminem, Biffy Clyro[11]
- 2012: The Cure, Kasabian, Foo Fighters[12]
- 2011: My Chemical Romance, The Strokes/Pulp (Co-headline), Muse[13]
- 2010: Guns N' Roses, Arcade Fire, Blink-182[14]
- 2009: Kings of Leon, Arctic Monkeys, Radiohead[15]
- 2008: Rage Against the Machine, The Killers, Metallica
- 2007: Razorlight, Red Hot Chili Peppers, Smashing Pumpkins
- 2006: Franz Ferdinand, Muse, Pearl Jam
- 2005: Pixies, Foo Fighters, Iron Maiden
- 2004: The Darkness, The White Stripes, Green Day
- 2003: Linkin Park, Blur, Metallica
- 2002: The Strokes, Foo Fighters, Guns N' Roses (Leeds), The Prodigy
- 2001: Travis, Manic Street Preachers, Eminem
- 2000: Oasis, Pulp, Stereophonics
- 1999: The Charlatans, Blur, Red Hot Chili Peppers
- 1998: Jimmy Page & Robert Plant, Beastie Boys, Garbage[16]
- 1997: Suede, Manic Street Preachers, Metallica
- 1996: The Prodigy, Black Grape, The Stone Roses
- 1995: Smashing Pumpkins, Björk, Neil Young
- 1994: Cypress Hill, Primal Scream, Red Hot Chili Peppers
- 1993: Porno For Pyros, The The, New Order
- 1992: Nirvana, The Wonder Stuff, Public Enemy
- 1991: Iggy Pop, James, The Sisters of Mercy
- 1990: The Cramps, Inspiral Carpets, Pixies
- 1989: New Order, The Pogues, The Mission
- 1988: Ramones, Starship, Squeeze
- 1987: The Mission, Status Quo, Alice Cooper
- 1986: Killing Joke, Saxon, Hawkwind
- 1985: No festival held
- 1984 (cancelled): Hawkwind, Jethro Tull, Marillion
- 1983: The Stranglers, Black Sabbath, Thin Lizzy
- 1982: Budgie, Iron Maiden, The Michael Schenker Group
- 1981: Girlschool, Gillan, The Kinks
- 1980: Rory Gallagher, UFO, Whitesnake
- 1979: The Police, Scorpions (erstattede Thin Lizzy), Peter Gabriel
- 1978: The Jam, Status Quo, Patti Smith
- 1977: Golden Earring, Thin Lizzy, Alex Harvey
- 1976: Gong, Rory Gallagher, Osibisa
- 1975: Hawkwind, Yes, Wishbone Ash, Supertramp
- 1974: The Sensational Alex Harvey Band, Traffic, Focus
- 1973: Rory Gallagher, Faces, Genesis
- 1972: Curved Air, Faces, Quintessence
- 1971: Arthur Brown, East of Eden, Colosseum
- 1970: Family, Taste, Deep Purple
- 1969: Pink Floyd, The Who, The Nice
- 1968: The Herd, The Nice, Traffic
- 1967: Small Faces, The Nice, Cream
- 1966: Small Faces, The Who, Georgie Fame and the Blue Flames
- 1965: The Yardbirds, Manfred Mann, The Animals
- 1964: The Rolling Stones, Chris Barber Band, Kenny Ball and His Jazzmen
- 1963: Chris Barber's Jazz Band, Acker Bilk's Paramount Jazz Band
- 1962: Chris Barber's Jazz Band, Kenny Ball's Jazzmen
- 1961: Chris Barber's Jazz Band, Ken Colyer's Jazzmen